# Vĩnh Mỹ A
Vĩnh Mỹ A là một xã thuộc huyện Hòa Bình, tỉnh Bạc Liêu, Việt Nam.

## Địa lý
Xã Vĩnh Mỹ A nằm ở phía tây huyện Hòa Bình, cách trung tâm huyện 5 km, có vị trí địa lý:
- Phía đông giáp thị trấn Hòa Bình và xã Vĩnh Hậu
- Phía tây giáp huyện Đông Hải
- Phía nam giáp xã Vĩnh Thịnh
- Phía bắc giáp xã Vĩnh Mỹ B và thị xã Giá Rai.

Xã Vĩnh Mỹ A có diện tích 51,62 km², dân số năm 2022 là 20.132 người, mật độ dân số đạt 390 người/km².

## Hành chính
Xã Vĩnh Mỹ A được chia thành 12 ấp: 15A, Châu Phú, Do Thới, Huy Hết, Tân Tiến, Vĩnh Hiệp, Vĩnh Hội, Vĩnh Tân, Vĩnh Thành, Vĩnh Thạnh, Xóm Lớn A, Xóm Lớn B.

## Lịch sử
Xã Vĩnh Mỹ A tiền thân là làng Vĩnh Mỹ.
Sau năm 1975, xã Vĩnh Mỹ A thuộc huyện Vĩnh Lợi, tỉnh Bạc Liêu.
Ngày 20 tháng 12 năm 1975, Bộ Chính trị Đảng Cộng sản Việt Nam ban hành Nghị quyết số 19/NQ về việc điều chỉnh lại việc hợp nhất tỉnh ở miền Nam Việt Nam cho sát với tình hình thực tế, theo đó tỉnh Cà Mau và tỉnh Bạc Liêu được tiến hành hợp nhất vào ngày 1 tháng 1 năm 1976 với tên gọi ban đầu là tỉnh Cà Mau – Bạc Liêu. Khi đó, xã Vĩnh Mỹ A, huyện Vĩnh Lợi thuộc tỉnh Cà Mau – Bạc Liêu.
Ngày 10 tháng 3 năm 1976, Ban đại diện Trung ương Đảng và Chính phủ về việc đổi tên tỉnh Cà Mau – Bạc Liêu thành tỉnh Minh Hải. Khi đó, xã Vĩnh Mỹ A, huyện Vĩnh Lợi thuộc tỉnh Minh Hải.
Ngày 25 tháng 7 năm 1979, Hội đồng Bộ trưởng ban hành Quyết định số 275-CP về việc chia xã Vĩnh Mỹ A thành 4 xã: Vĩnh Mỹ A, Vĩnh Thắng, Vĩnh Thịnh, Vĩnh Hậu.
Ngày 9 tháng 11 năm 1990, Ban Tổ chức Chính phủ ban hành Quyết định số 483/QĐ-TCCP về việc sáp nhập xã Vĩnh Thắng vào xã Vĩnh Mỹ A.
Ngày 6 tháng 11 năm 1996, Quốc hội ban hành Nghị quyết về việc chia tỉnh Minh Hải thành tỉnh Bạc Liêu và tỉnh Cà Mau. Khi đó, xã Vĩnh Mỹ A thuộc huyện Vĩnh Lợi, tỉnh Bạc Liêu.
Ngày 26 tháng 7 năm 2005, Chính phủ ban hành Nghị định số 96/2005/NĐ-CP về việc chuyển xã Vĩnh Mỹ A thuộc huyện Vĩnh Lợi về huyện Hòa Bình mới thành lập quản lý.

## Văn hóa - du lịch

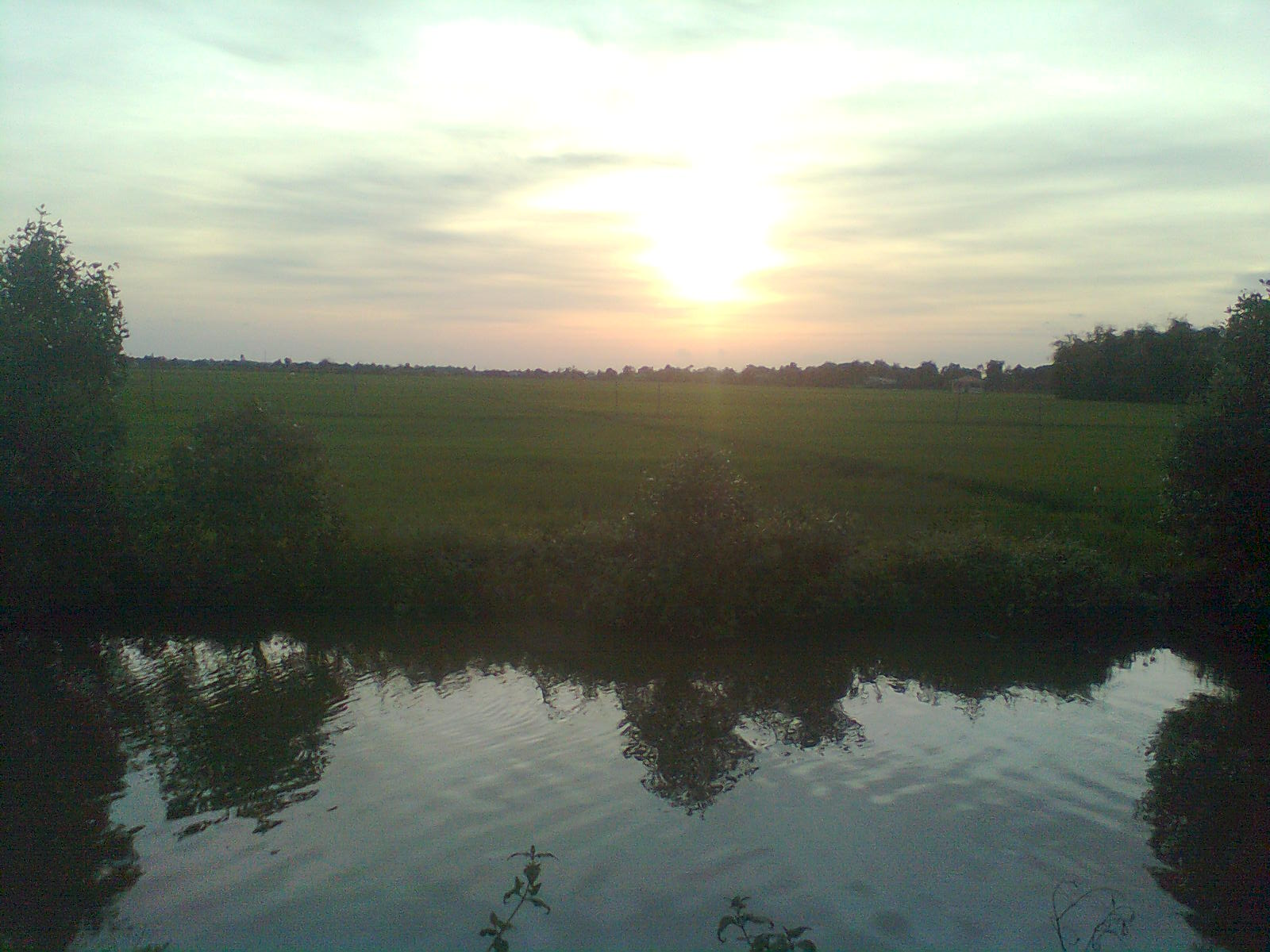
Hoàng hôn trên cánh đồng lúa ở xã Vĩnh Mỹ A

Đình thần Vĩnh Mỹ là di tích lịch sử cấp tỉnh: hàng năm tổ chức lễ hội trang trọng vào các ngày 18, 19, 20 tháng Giêng. Đây là lễ hội lớn nhất địa phương.

## Giao thông
Trên địa bàn xã có Hương lộ Hòa Bình – Vĩnh Mỹ A (đường Đông Dương) tiếp giáp với Quốc lộ 1, có cầu treo qua kênh xáng Cà Mau – Bạc Liêu nối liền trung tâm xã và nhiều tuyến đường nối với địa bàn các xã lân cận.

## Danh nhân
- AHLLVTND Lê Thị Riêng (1925–1968).